# Phrynops geoffroanus
Espèce
Synonymes
- Emys geoffroana Schweigger, 1812
- Emys depressa Merrem, 1820
- Emys viridis Spix, 1824
- Platemys waglerii Duméril & Bibron, 1835
- Platemys neuwiedii Duméril & Bibron, 1835
- Hydraspis boulengeri Bohls, 1895
- Hydraspis lutzi Ihering in Luederwaldt, 1926

Phrynops geoffroanus est une espèce de tortues de la famille des Chelidae.

## Répartition
Cette espèce se rencontre en Colombie, en Équateur, au Pérou, au Brésil, en Bolivie, au Paraguay et en Argentine.

## Étymologie
Cette espèce est nommée en l'honneur d'Étienne Geoffroy Saint-Hilaire.

## Publication originale
- Schweigger, 1812 : Prodromus Monographia Cheloniorum auctore Schweigger. Königsberger Archiv für Naturwissenschaft und Mathematik, vol. 1, p. 271-368 & 406-458 (texte intégral).